# ナナズグリーンティー
nana's green tea（ナナズグリーンティー）は株式会社七葉が展開する日本のカフェチェーン店である。抹茶・日本茶をメインにしたドリンクメニューを提供している。
本項目では、運営会社である七葉についても記述する。

## 概要
創業者の朽網一人が抹茶を使ったカフェのアイデアを基に開業。2001年3月、東京・自由が丘に1号店を出店。現在、日本全国に81店舗、海外6か国（アメリカ・カナダ・中国・台湾・シンガポール・マレーシア）に17店舗を展開している。「新しい日本のカタチ」をブランドコンセプトに据え、抹茶を用いたドリンクやスイーツなどのメニュー作りを行っている。

### 店舗
各店舗は「現代の茶室」をコンセプトに、それぞれ異なった内装デザインが施されており、店舗内には源氏物語や茶花をモチーフにしたアートワークを用いている。

## 主なメニュー
「ドリンク・スイーツメニュー」および「フードメニュー 」を参照

### ドリンク
抹茶系
- 抹茶ラテ
- 抹茶グリーンティー
- 抹茶（和三盆付き）
- 抹茶ラテフローズン

ほうじ茶系
- ほうじ茶ラテ
- ほうじ茶ブラウンティー

あずき・しるこ系
- あずきラテ
- 白玉しるこ
- ソフトクリームしるこ

日本茶
- 宇治煎茶
- ほうじ茶
- 玄米茶
- 水出し宇治煎茶
- 水出しほうじ茶

その他
- ブレンドコーヒー
- コーヒーソフトフロート
- カフェラテ
- リンゴジュース

### スイーツ
- パフェ（抹茶、ほうじ茶、黒ゴマの3種類）
- 抹茶シフォンケーキ
- 抹茶ロールケーキ
- 抹茶ガトーショコラ
- 抹茶とほうじ茶の生チョコレート
- あんみつ（抹茶クリーム、黒ゴマクリーム、ソフトクリームの3種類）
- 白玉ぜんざい
- わらび餅

### 和食
- 丼もの（味噌汁付き、4種類）
- うどん（4種類）
- 出汁茶漬け（3種類）

### 洋食
- 牛肉チーズハヤシライス

## 運営会社について
株式会社七葉は、本項目で扱っている「ナナズグリーンティー」以外にも、和食メインのカフェ店舗「甘味茶屋 七葉」（かんみちゃや ななは）を運営しており、日本全国に4店舗を展開している。かつてはレストラン業態の店舗「nanaha 草」（ななは そう）も運営していたが、現在は閉店している。
また、2024年10月1日には、ダイコク電機を割当先とした第三者割当増資を実施している。

### エピソード
代表取締役である朽網は、元々コピー機の営業を担当していた会社員であり、現取締役の鍵山勲とは同僚であった。また、「ナナズグリーンティー」1号店のオープンに関しては、自由が丘にあるなじみの洋服店の人から場所が空いていることを教えてもらったという経緯がある。